# レヴィ (ケベック州)

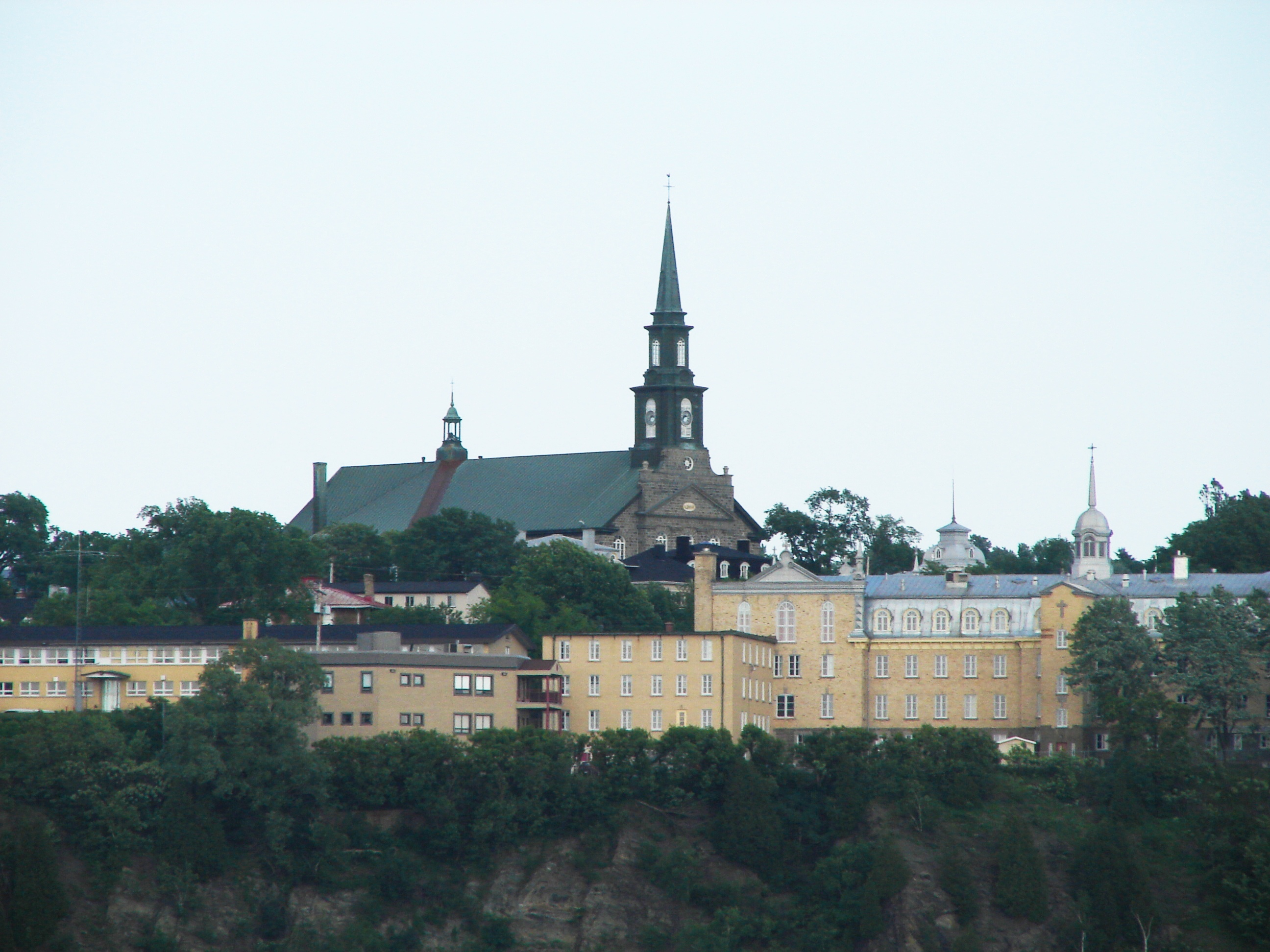
レヴィ市

レヴィ（レビー、仏：Lévis、英：Levis）は、カナダ・ケベック州の都市。ケベック・シティからセント・ローレンス川を挟んですぐ南の対岸に位置している。ケベック・シティの旧市街とレヴィの旧市街の間はフェリーが運航しており、2つの橋（ケベック橋とピエール・ラポルテ橋）がケベック・シティとレヴィの西部とつながっている。人口は14万9683人（2021年）。

## 地理
都市の面積は444km2（内訳は都市部10%、農地48%、森林36%、湿地帯6%となっている）。
セントローレンス川に流れ込むまでに市内を2つの川が流れており、ショーディエール川（Chaudière River）には35mの高さがあるショーディエール滝（Chaudière Falls）や吊り橋がある。

## 歴史
地理的な特性からセントローレンス川を渡るための地点として、北米の先住民が好んだ場所であった。多くの考古学者の調査で人類が1万年ほど前からこの地に居住していたことがわかっている。
ケベックシティができてから28年後の1636年、同地区の東部に領主がおかれ、その後もセントローレンス川が沿いに住み着くようになる。レヴィの多くは農地でセニゥール（Seigneur）と呼ばれる領主によって中世の封建主義と同じような形態で管理された。
1759年の夏、7年戦争のさなかジェームズ・ウルフ総督は同エリアに陣地を構え、ケベックシティを包囲した。レヴィの高台から3ヶ月間砲撃を加え、城壁前の平原で行われた戦闘により、ケベックはイギリスの支配下に落ちる。この間、レヴィはケベック州内の英国軍を支える重要な供給基地となる。また、ケベックシティへ絶え間なく行われた砲撃によって、セントローレンス川を行き来するフランスや英国の軍船を止めることになり、他の都市への援軍を断ち切る役割を果たした。
1865年から1872年の間もイギリスの支配下にあり、ケベックをアメリカの侵攻から守るための要塞がいくつか建設された。いずれも使われることはなかったが、今でも残っている要塞があり訪れることができる。
1854年以降、鉄道が敷かれたことにより同市を商業や移民が集まる交通の要所に変えた。セントローレンス川の南岸を走り、オンタリオ州やメイン州（アメリカ）、大西洋岸のアトランティック・カナダへとつながっている。
19世紀後半から20世紀前半、アルフォンス・デジャルダンは信用金庫の先駆者としてケース・ポピュレール（Caisse Populaire、英語でいうCredit Union）をレヴィで立ち上げる。ケベック州を駆け回り、デジャルダン・グループの信用金庫を普及させるべく、各都市で信用金庫の立ち上げに協力した。

## 経済
レヴィ市には1900年にアルフォンス・デジャルダン（Alphonse Desjardins）によって創設されたデジャルダン・グループ（Desjardins Group)の本社があり、同社は北米最大の信用金庫。フリトレー（Frito-Lay）や、オルトマー（Ultramar）なども入っている。また、農業ビジネスの盛んな地でもあり、関係機関や企業などが農業分野に関する研究に携わっている。